# Markgrafenschloss Günzburg

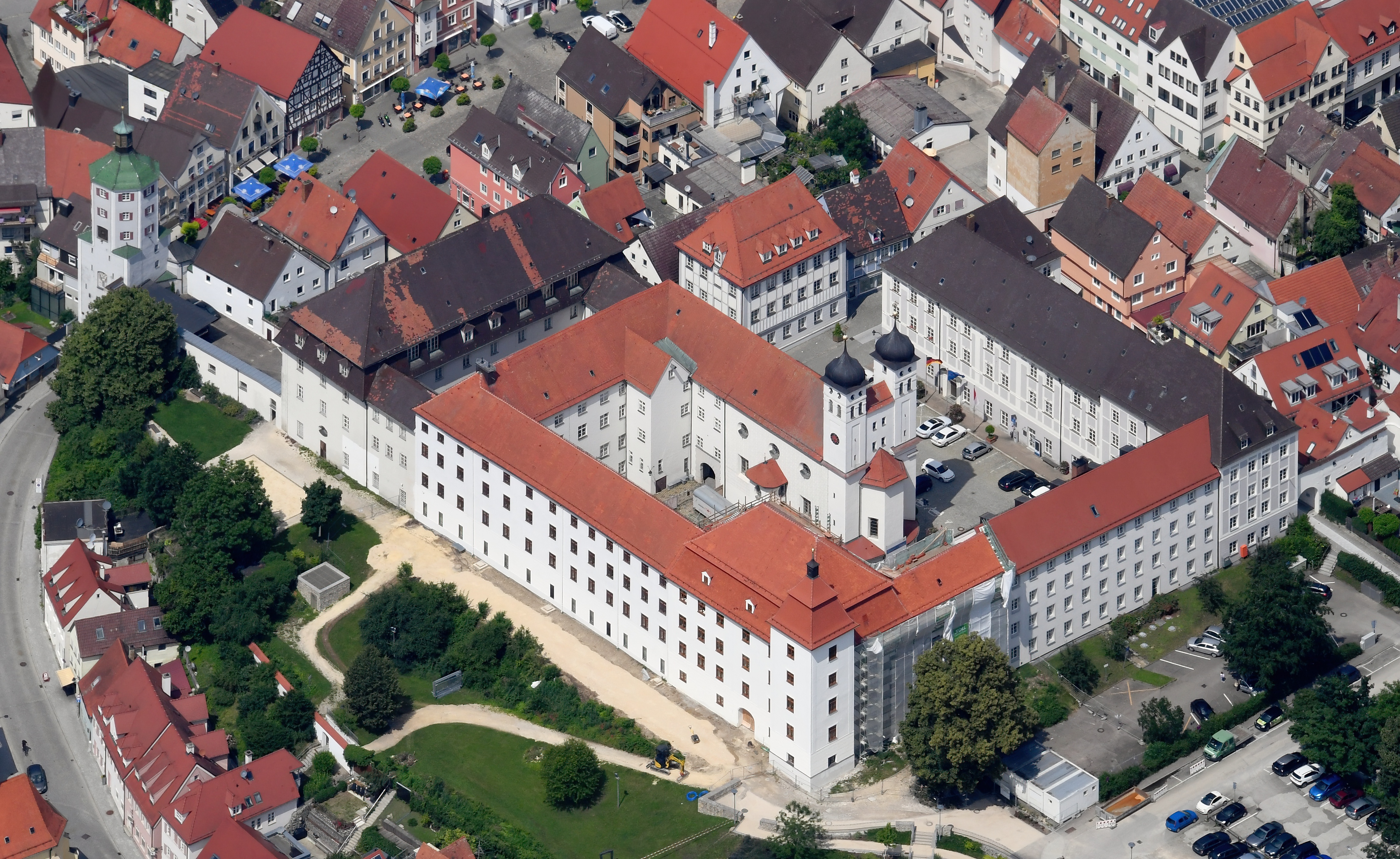
Luftbild des Markgrafenschlosses Günzburg (Ansicht von Süden)

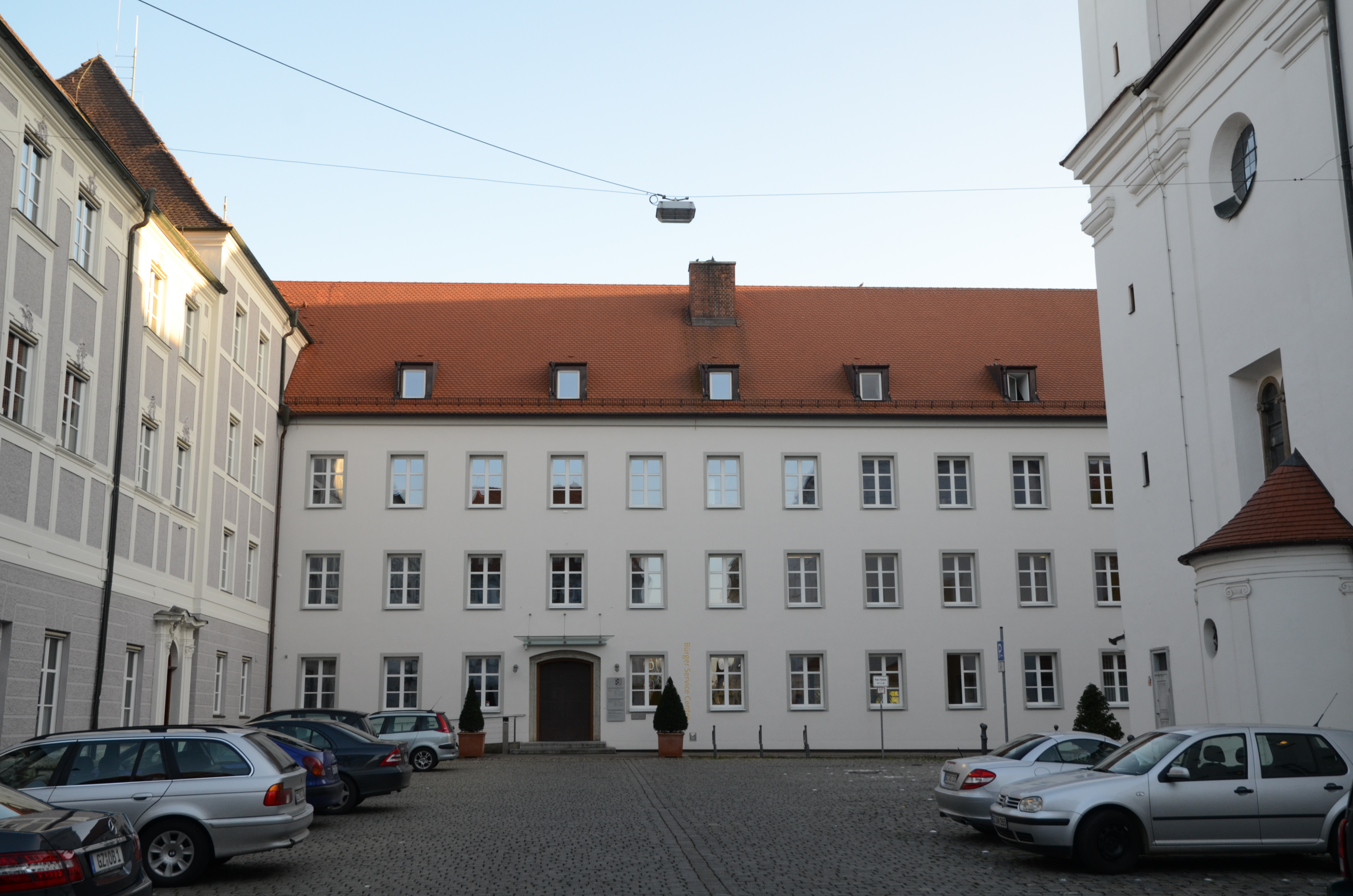
Ansicht Schlossplatz 2

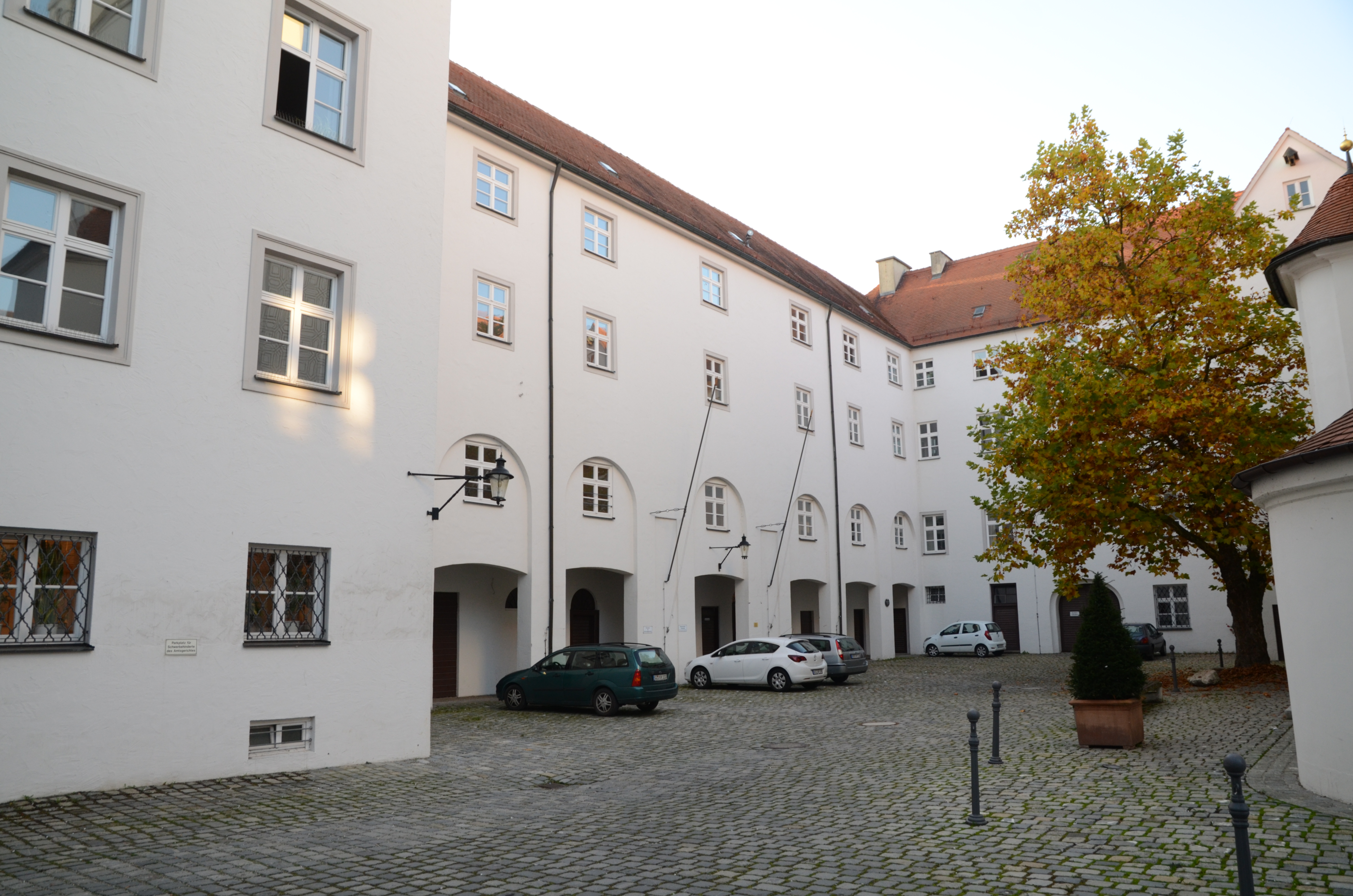
Ansicht Schlossplatz 4

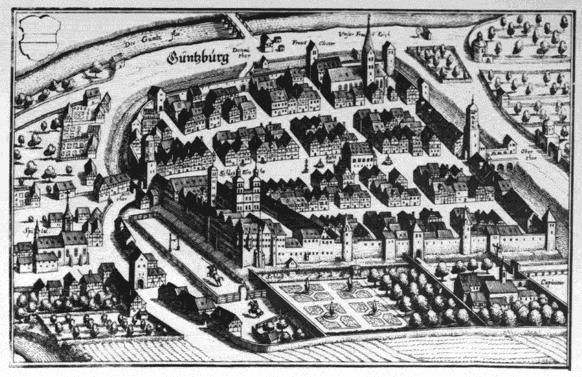
Die Günzburger Oberstadt im Jahr 1643 nach einem Stich von Matthäus Merian aus der Topographia Sueviae

Das Markgrafenschloss Günzburg bildet zusammen mit ehemaligen Hofkirche Ss. Trinitatis und dem heutigen Rathaus einen monumentalen Schwerpunkt im Stadtgefüge der bayerischen Stadt Günzburg. Das Schloss ist die einzige Residenz der Habsburger, die sich heute in Deutschland befindet. Das Gebäude wird heute in großen Teilen als Finanzamt genutzt.

## Geschichte
1301 kam die Stadt Günzburg nach Aussterben der Grafen von Berg – eines mit den Staufern verschwägerten Uradelsgeschlechts, welchem um 1215 der Markgrafentitel verliehen wurde – als „erledigtes Reichslehen“ in den Besitz des Hauses Österreich/Habsburg, welches Günzburg zum Hauptort der Markgrafschaft Burgau ausbaute. Schon bald nach Inbesitznahme durch die Habsburger wurde die ursprünglich im Mündungstal der Günz zur Donau liegende (aus römischer Zeit stammende) Unterstadt um eine schematisch-planmäßig auf einem Riedelvorsprung errichtete „Oberstadt“ erweitert, welche die „Unterstadt“ infolge der Verlegung des Marktes rasch überflügelte. 1418 erhielt die Stadt die Hochgerichtsbarkeit.
Ein Vorläufer des Schlosses wurde 1452 erbaut. Um 1577–1586 kam es zur Errichtung eines Neubaus für Erzherzog Ferdinand II. von Tirol durch den italienischen Baumeister Alberto Lucchese. Hierfür mussten mehrere Bürgerhäuser gekauft werden. Die Namen der Verkäufer haben sich erhalten: Kaspar Kündig, Hans Gering und Jakob Böringer. Der Schlossbau kostete in Summe 132.000 Gulden. Die benachbarten Herrschaften bat die Innsbrucker Hofkammer "der fürstlichen Durchlaucht zu Ehren" um kostenloses Baumaterial. Alle Bauhandwerkerrechnungen sind erhalten. Die Anlage des Schlosses bildet in der Südwestecke der Stadt einen monumentalen Schwerpunkt im Stadtgefüge, dem im Nordwesten schon mit der vorbarocken Anlage des ehemaligen Franziskanerinnenklosters und seiner Kirche ein weiterer beherrschender Akzent zur Seite tritt.
Von 1609 bis 1618 wurde die Stadt Residenz des Markgrafen Karl von Burgau, eines strengen Katholiken und Sohns Ferdinands II. in Tirol, Statthalter von Oberösterreich. Karl und seine Frau Sybille hatten keine Kinder, so dass Günzburg zurück an die habsburgische Hauptlinie fiel. Beide wurden in dem von Karl 1616 gegründeten Kapuzinerkloster beigesetzt. 1703 bei einem Brand schwer beschädigt, erfolgte der barocke Wiederaufbau des Schlosses durch den Baumeister Valerian Brenner. 1769/70 wurde das Schloss durch Joseph Dossenberger den Jüngeren erneuert.
Am 18. Mai 1803 wurde Günzburg Landeshauptstadt von Vorderösterreich, welches nach dem Reichsdeputationshauptschluss weite Gebiete des alten Herzogtums Schwaben umfasste. Nach dem Frieden von Pressburg wurde die Stadt 1806 bayerisch und verlor den Status einer österreichischen Landeshauptstadt. Aus der ursprünglich repräsentativen Schlossanlage wurde ein Behördensitz für das Forstamt, ein Landgericht älterer Ordnung und das Rentamt, heute Finanzamt. Massive Umbaumaßnahmen im 19. Jahrhundert sind der Anpassung an die Behördennutzung geschuldet. 1937 wurde im Südflügel des Günzburger Schlosses des Museum des Historischen Vereins Günzburg eingerichtet (heute im ehemaligen Piaristengebäude).
Am 9. April 1945 kam es im Zweiten Weltkrieg nach einem Bombenangriff zur Zerstörung des Süd- und Nordflügels. Nach 1945 erfolgte ein purifizierender Wiederaufbau der gesamten Anlage, der sich nur wenig an der historischen Bedeutung und Substanz des Schlosses orientierte. Seit 2016 wird das Schloss generalsaniert. Die Schlossfassaden wurden überarbeitet und geben dem Gebäude wieder etwas von seiner einstigen Fassadengestaltung zurück. 2022 kam es zum Abschluss der Sanierungsarbeiten des Südflügels.

## Eintrag in der Denkmalliste
Nachfolgend sind die Gebäude in der Denkmalliste Bayern beschrieben:
| Lage                                                       | Objekt                                             | Beschreibung | Akten-Nr.               | Bild                                |
| ---------------------------------------------------------- | -------------------------------------------------- | --- | ----------------------- | ----------------------------------- |
| Schloßplatz 1 (Standort)                                   | Ehemals vorderösterreichische Münze, jetzt Rathaus | dreigeschossiger, langgestreckter, an den Südflügel des Schlosses angefügter Trakt mit Walmdach, von Joseph Dossenberger, 1763–67, südlicher, viergeschossiger Teil nach 1945; mit Ausstattung | D-7-74-135-142 Wikidata | weitere Bilder                      |
| Schloßplatz 3; Schloßplatz 4; Schloßplatz 4 1/2 (Standort) | Ehemals Schloss, jetzt Behördensitz                | rechteckig um den Platz geordnete viergeschossige Flügelbauten mit Mansard- und Walmdächern, im Kern um 1452, als Residenz der Markgrafschaft Burgau von Alberto Lucchese 1577–86 umgestaltet und erneuert, Umbau nach Brand 1703 durch Valerian Brenner und 1769/70 durch Joseph Dossenberger d. J., 1945 erhebliche Kriegsschäden | D-7-74-135-143 Wikidata | Ehemals Schloss, jetzt Behördensitz |
| Schloßplatz 5 (Standort)                                   | Katholische Hofkirche SS. Trinitatis               | Saalbau mit eingezogenem Chor und südlichen Doppeltürmen mit Zwiebelhaube, von Alberto Lucchese, 1579/80, Anbau der Calasantius-Kapelle 1755 von Joseph Dossenberger; mit Ausstattung | D-7-74-135-144 Wikidata | weitere Bilder                      |